# Gmina Ystad
Gmina Ystad (szw. Ystads kommun) – gmina w Szwecji, w regionie Skania, z siedzibą w Ystad.
Pod względem zaludnienia Ystad jest 87. gminą w Szwecji. Zamieszkuje ją 26 898 osób, z czego 51,66% to kobiety (13 895) i 48,34% to mężczyźni (13 003). W gminie zameldowanych jest 753 cudzoziemców. Na każdy kilometr kwadratowy przypada 76,41 mieszkańca. Pod względem wielkości gmina zajmuje 216. miejsce.
Z Ystad jest połączenie promowe do Świnoujścia.